# Арабијски леопард
Арабијски леопард (лат. Panthera pardus nimr) је подврста леопарда, врсте сисара из реда звери (Carnivora) и породице мачака (Felidae). 

## Распрострањење
Арабијско полуострво.

## Станиште
Арабијски леопард има станиште на копну.

## Угроженост
Ова подврста је крајње угрожена и у великој опасности од изумирања.

### Популациони тренд
Популација ове подврсте се смањује, судећи по расположивим подацима.